# Corredor de la Costa del Sol
El Corredor de la Costa del Sol es un proyecto de infraestructura ferroviaria que unirá varias localidades costeras del litoral mediterráneo de Andalucía (España), desde Nerja hasta Algeciras.
El corredor es un proyecto del Ministerio de Fomento y la Junta de Andalucía. La Junta de Andalucía se había propuesto realizar el tramo intermedio entre Fuengirola y Estepona, aunque renunció a ello posteriormente.
Para su ejecución se abordan dos modelos ferroviarios distintos en cada una de las dos comarcas de la Costa del Sol.

## Modelos ferroviarios
La Costa del Sol Occidental parte del aprovechamiento y mejora de la línea férrea existente entre Málaga y Fuengirola y la prolongación en dos fases del corredor hasta Algeciras (Fuengirola-Marbella-Estepona y Estepona-Algeciras). La línea férrea es de cercanías con posibilidad de altas velocidades y permite la futura transformación del tramo de Málaga-Marbella en línea de alta velocidad, pasando por el Aeropuerto de Málaga-Costa del Sol. Una posibilidad de mayor coste y dificultad es la construcción de la línea independiente a la ya existente de cercanías.
El modelo ferroviario de la Costa del Sol Oriental sería del tipo tranvía o tren ligero integrados en los núcleos urbanos pero de menor velocidad de desplazamiento. Ambos ramales quedarían unidos en Málaga gracias al tren metropolitano que actualmente está en construcción.

## Número de pasajeros estimado
Los estudios indican que actualmente el Corredor de la Costa del Sol absorbería 100 millones de pasajeros al año. Pero este número se incrementaría muy probablemente dado el enorme crecimiento poblacional que se está produciendo en la Costa del Sol. Otros factores que hacen pensar en un incremento del número de viajeros de este corredor ferroviario son: la conexión AVE de la ciudad de Málaga con Córdoba, Madrid, Barcelona y Zaragoza entre otras, que traerá un tráfico importante de personas que podrán desplazarse a distintos puntos del litoral malagueño, el acuerdo firmado entre RENFE y SNCF (las dos principales operadoras de tren en España y Francia) por el que se crea un operador ferroviario que unirá Francia y España a través del túnel Figueras-Perpiñán, inaugurado en 2010 y que se usará en régimen de alta velocidad llegando también hasta Málaga y Sevilla, entre otros.

## Tecnología empleada
El proyecto está diseñado para que la vía permita una velocidad máxima de 220km/h en lo que el Ministerio de Fomento, que trabaja junto con la Junta de Andalucía en la redacción de este proyecto, ha quedado en llamar Red de Altas Prestaciones. En dicha red se conocen básicamente dos modalidades, Alta Velocidad (AVE) con velocidad máxima de 350km/h y Altas Prestaciones con velocidad máxima de 220km/h. Una vía de altas prestaciones implica una menor velocidad punta aunque no significa un descenso notorio de la velocidad media de todo el recorrido.
Uno de los principales problemas para dotar a este corredor con la tipología de Alta Velocidad es la obligación de construir prácticamente todo el recorrido bajo tierra, concretamente bajo la Autovía del Mediterráneo, puesto que todo el trayecto en superficie está edificado.
Pese a requerir una enorme inversión económica, la revolución que supondría la llegada del ferrocarril a esta zona tan densamente poblada como esta, generaría grandes expectativas de beneficio.

## Demandas ciudadanas
Algunos sectores de la ciudadanía solicitan en vista de la información que hasta la fecha se tiene de las características de este corredor, y sobre la base de la estimación de usuarios para este servicio, que se utilice una mejor tecnología existente en el mercado, Alta Velocidad (AVE) a 350km/h en lugar de Velocidad Alta a 220km/h, si bien, las connotaciones políticas de estas demandas son mayores que las demandas reales y técnicas.
Por otro lado, al ser ejecutado por el Ministerio de Fomento y la Junta de Andalucía, se seguirán máximas de tarea vertebradora de Andalucía y la proyección natural es ser extendido hasta llegar a Almería en un extremo (conectando así con el Corredor de Levante hasta Barcelona) y hasta Cádiz en el otro sentido. La conexión con Huelva se haría a través de Sevilla, ya que el Parque Nacional de Doñana y su conservación obliga un rodeo necesario y conveniente, además de no haber puntos intermedios importantes (entre Sanlúcar de Barrameda y Huelva) que demanden una estación de alta velocidad, sino más bien una línea de tipo cercanías hasta Matalascañas que parta desde Huelva con quizá unas pocas estaciones de tránsito, acaso Moguer, Palos de la Frontera y Mazagón.

## Tramos

### Costa del Sol Occidental
| Tramo                              | Kilómetros | Estado (fecha)                | Plazo ejecución |
| ---------------------------------- | ---------- | ----------------------------- | --------------- |
| Málaga-María Zambrano - Los Prados | 4,3        | En Servicio                   |                 |
| Los Prados - Campamento Benítez    | 7,3        | En Servicio                   |                 |
| Campamento Benítez - Benalmádena   | 3,7        | En Servicio                   |                 |
| Benalmádena - Fuengirola           | 4,6        | En Servicio                   |                 |
| Fuengirola - Las Lagunas           | 2,5        | Proyecto redactado            |                 |
| Las Lagunas - La Cala de Mijas     | 4,3        | Obras adjudicadas (17/3/2009) | 42 meses        |
| La Cala de Mijas - Los Monteros    | 14,9       | Proyecto redactado            |                 |
| Los Monteros - Marbella            | 14,5       | Proyecto redactado            |                 |
| Marbella - Estepona                | 20,9       | Proyecto adjudicado ()        |                 |
| Estepona - San Roque-La Línea      | 37         | En estudio informativo        |                 |

Para el tramo San Roque-Algeciras véase Ferrocarril Bobadilla-Algeciras

### Conexión con Cádiz
| Tramo             | Kilómetros | Estado (fecha)                       | Plazo ejecución |
| ----------------- | ---------- | ------------------------------------ | --------------- |
| Algeciras - Cádiz | 110        | Estudio informativo realizado (1999) |                 |

### Costa del Sol Oriental
| Tramo                                | Kilómetros | Estado (fecha)                            | Plazo ejecución |
| ------------------------------------ | ---------- | ----------------------------------------- | --------------- |
| Tramo urbano en Málaga               | 5,47       | Proyecto redactado (2010)                 |                 |
| El Palo - Rincón de la Victoria      | 7          | Proyecto adjudicado (31/1/2005)           |                 |
| Rincón de la Victoria - Vélez-Málaga | 17         | Redacción Proyecto adjudicado (27/3/2007) | 14 meses        |
| Vélez-Málaga - Nerja                 | 37         | Estudio informativo realizado (2002-2004) |                 |
| Motril - Almería, Granada o Nerja    |            | Estudio de viabilidad adjudicado (2008)   |                 |

## Estaciones
La mesa de contratación adjudicó el diseño de siete estaciones del tramo occidental (Fuengirola-Estepona) en enero de 2008. Las estaciones son:
- Las Lagunas (Mijas)
- La Cala de Mijas (Mijas)
- Sitio de Calahonda (Mijas)
- Las Dunas (Marbella)
- Hospital Costa del Sol (Marbella)
- Puerto Banús (Marbella)
- San Pedro Alcántara (Marbella)

Otras tres estaciones quedaron desiertas: una en Fuengirola y dos en Marbella, en el centro y al lado del puerto. Estas 10 estaciones corresponden al tramo Fuengirola-San Pedro Alcántara, mientras que el tramo San Pedro-Estepona incluirá otras cuatro estaciones.